# 1703 en droit
Cet article présente les faits marquants de l'année 1703 en droit.

## Événements
- 13 août : Act of Security, voté par le Parlement d’Édimbourg[1]. Il donne la possibilité au fils de Jacques II d'Angleterre, Jacques-Edouard Stuart, d’hériter de la couronne écossaise. Il n’obtient pas la sanction royale.

- 25 octobre : traité de Turin. La Savoie rejoint la Grande Alliance (ou le 8 novembre[2]).

- 4 novembre : signature d'une convention sur les prisonniers de guerre entre la France et les Provinces-Unies : les aumôniers, médecins, tambours, trompettes et tous les civils doivent être libérés[3].

- 27 décembre : traité de Methuen, traité de commerce entre le Portugal et l'Angleterre[4]. Accords conclus à Lisbonne entre l’ancien ambassadeur britannique John Methuen, riche négociant en textile, et deux des plus riches propriétaires portugais de vignobles, le marquis d’Alegrete et le duc de Cadaval, ratifiés l’année suivante par leurs gouvernements respectifs. Les tissus anglais pourront pénétrer au Portugal sans restriction. Les vins portugais obtiennent une réduction des droits de douane du tiers par rapport à la concurrence française[5].

## Naissances
- 10 avril : Pierre Daubenton, avocat français, un des collaborateurs de l'Encyclopédie († 14 septembre 1776).
- 18 avril : Johann Gottfried Schaumburg, juriste allemand, professeur de droit à l'Université d'Iéna († 25 mai 1746).
- 7 septembre : Auguste-Marie Poullain-Duparc, juriste français, avocat au Parlement de Rennes et professeur de droit français à l'université de Rennes († 14 octobre 1782).

## Décès
- 25 septembre : Gabriel Argou, jurisconsulte français (° 1640).